# Kalle Rovanperä
Kalle Rovanperä (Jyväskylä, 1 de outubro de 2000) é um piloto finlandês de rali que compete no Campeonato Mundial de Rali. É filho de Harri Rovanperä, que competiu entre 1993 e 2006.

## Carreira
Kalle Rovanperä chamou a atenção quando, com apenas 8 anos, pilotou um carro de rali por florestas nevadas, participando de uma corrida pela primeira vez aos 10. Antes de se profissionalizar, foi treinado por vários nomes de destaque da modalidade em seu país, entre eles Esapekka Lappi, que afirmou que o garoto entendia de rali tão bem quanto ele.
Seu primeiro rali foi na Letônia (país que não exige carteira de motorista para disputar corridas), em 2015, enquanto sua estreia no Campeonato Mundial de Rali foi em 2017, disputando o Rali do País de Gales com um Ford Fiesta R5 privado, e também participou do Rali da Austrália com o mesmo carro, marcando seu primeiro ponto ao terminar em décimo lugar.
Após correr o Rali de Monte Carlo novamente por sua própria equipe, passou a defender a Škoda Motorsport a partir do Rali do México, permanecendo até 2019 em paralelo com o WRC-2. Desde 2020, pilota para a equipe Toyota Gazoo Racing, pela qual conquistou sua primeira vitória no WRC em 2021, na Rali da Estónia|Estônia]], tornando-se o piloto mais jovem a vencer no WRC, superando o compatriota Jari-Matti Latvala, que detinha o recorde desde 2008. Ele terminaria o campeonato na terceira posição, com 142 pontos.
Em 2022, Kalle Rovanperä venceu 6 etapas (3 delas de forma seguida), desempenho que rendeu ao finlandês o título da temporada com 255 pontos, 50 a mais que o estoniano Ott Tänak. Aos 22 anos e um dia, ele superou outro recorde: o de campeão mais jovem do WRC, então pertencente a Colin McRae (27 anos e 89 dias, em 1995), além de ser o primeiro piloto de seu país campeão mundial de rali desde Marcus Grönholm, em 2002.

## Vitórias no WRC
| #  | Evento                        | Temporada | Co-piloto       | Carro                  |        |
| -- | ----------------------------- | --------- | --------------- | ---------------------- | ------ |
| 1  | Rali da Estônia de 2021       | 2021      | Jonne Halttunen | Toyota Yaris WRC       | [ 17 ] |
| 2  | Rali da Acrópole de 2021      | 2021      | Jonne Halttunen | Toyota Yaris WRC       | [ 18 ] |
| 3  | Rali da Suécia de 2022        | 2022      | Jonne Halttunen | Toyota GR Yaris Rally1 | [ 19 ] |
| 4  | Rali da Croácia de 2022       | 2022      | Jonne Halttunen | Toyota GR Yaris Rally1 | [ 20 ] |
| 5  | Rali de Portugal de 2022      | 2022      | Jonne Halttunen | Toyota GR Yaris Rally1 | [ 21 ] |
| 6  | Rali Safári de 2022           | 2022      | Jonne Halttunen | Toyota GR Yaris Rally1 | [ 22 ] |
| 7  | Rali da Estônia de 2022       | 2022      | Jonne Halttunen | Toyota GR Yaris Rally1 | [ 23 ] |
| 8  | Rali da Nova Zelândia de 2022 | 2022      | Jonne Halttunen | Toyota GR Yaris Rally1 | [ 24 ] |
| 9  | Rali de Portugal de 2023      | 2023      | Jonne Halttunen | Toyota GR Yaris Rally1 | [ 25 ] |
| 10 | Rali da Estônia de 2023       | 2023      | Jonne Halttunen | Toyota GR Yaris Rally1 | [ 26 ] |